# 시카고 국제 영화제
시카고 국제 영화제(영어: Chicago International Film Festival)는 미국 일리노이주 시카고에서 매년 가을에 열리는 국제 영화제이다. 1964년 설립되었으며, 북아메리카에서 현존하는 가장 오래된 경쟁 영화제이다.

## 같이 보기
- 영화제 목록